# Game & Watch Gallery
Pour le premier jeu de la série, voir Game & Watch Gallery (jeu vidéo).
 (novembre 2018).
Si vous disposez d'ouvrages ou d'articles de référence ou si vous connaissez des sites web de qualité traitant du thème abordé ici, merci de compléter l'article en donnant les références utiles à sa vérifiabilité et en les liant à la section « Notes et références ».
La série Game & Watch Gallery se compose de plusieurs compilations de jeux Game & Watch créés par Nintendo, aux graphismes améliorés et mettant en scène des personnages des jeux Mario. Connus au Japon sous le nom de Game Boy Series, quatre opus sont sortis, tous sur des consoles portables de Nintendo, comme la Game Boy et la Game Boy Advance. Dans la plupart des cas, les mini-jeux existent aussi bien dans leur version remise à jour que dans leur version originale.

## Game Boy Gallery
Game Boy Gallery, uniquement sorti en Europe et en Australie en 1995 sur Game Boy, est le premier véritable opus de la série. Il contient 5 jeux, sans extras ou sauvegarde d'aucune sorte.
- Ball : Mario jongle avec trois balles, et n'a qu'une seule chance.
- Vermin : Exterminez les taupes le plus rapidement possible avec 3 chances.
- Flagman : Tape le même nombre que l'ordinateur.
- Manhole : Empêche les piétons de tomber dans les égouts.
- Cement Factory : Amène des blocs de ciment jusqu'au camion en manœuvrant des leviers.

## Game & Watch Gallery
Game & Watch Gallery, sorti en 1997 sur Game Boy, est le premier opus sorti au Japon et en Amérique du Nord. C'est donc le plus connu. Il contient 4 jeux. Il est également appelé dans certains pays "Game Boy Gallery 2"
- Manhole : Mario, Toad, Donkey Kong Jr. marchent sur une plate-forme. Le joueur contrôle Yoshi, qui doit manœuvrer des leviers pour empêcher les personnages de tomber.
- Oil Panic : Mario doit remplir un réservoir avec de l'essence qui tombe du plafond, puis doit l'envoyer par la fenêtre à Yoshi.
- Octopus : Mario doit attraper le trésor en évitant les tentacules de la pieuvre.
- Fire : Le château de Peach est en feu, et Toad, Yoshi et Donkey Kong sont aux fenêtres et tentent de s'échapper. Mario et Luigi doivent les sauver avec leur échelle.

## Game & Watch Gallery 2
Game & Watch Gallery 2 sort en 1998 comme titre de lancement de la Game Boy Color. Le jeu est appelé Gameboy Gallery 3 dans certains pays. Il contient six jeux.
- Parachute : Mario doit rattraper Yoshi, Toad et Donkey Kong Jr. qui tombent du ciel avec leur parachute.
- Helmet : Mario (ou Wario si le joueur perd trois fois) doit marcher le long de l'écran en évitant les marteaux, les boules de pics et les fantômes qui tombent du ciel.
- Chef : Peach doit lancer plusieurs aliments avec sa poële et nourrir Yoshi avec.
- Vermin : Yoshi doit protéger six œufs des prédateurs que sont les Paratroopas, les Fly Guys et les Boo.
- Donkey Kong : Un remake du Donkey Kong original sorti sur Game & Watch.
- Ball : Ce jeu est un jeu caché. Yoshi doit jongler avec deux ou trois œufs.

## Game & Watch Gallery 3
Game & Watch Gallery 3 sort en 1999 sur Game Boy Color. Il contient encore plus de jeux que les précédents. Il est connu dans certains pays sous le nom de Gameboy Gallery 4.
- Egg : Yoshi doit avaler les cookies lorsqu'ils sortent du four.
- Greenhouse : Yoshi doit protéger ses plantes des singes et des Shyguys en crachant des graines de melon.
- Turtle Bridge : Toad doit relayer des paquets entre Mario et Peach, en utilisant un pont d'oiseaux.
- Mario Bros. : Très différent du jeu d'arcade du même nom, ce jeu met en scène Mario et Luigi qui doivent faire avancer des cakes sur un tapis roulant. Le joueur contrôle les deux frères avec des boutons différents dans deux versions du jeu.
- Donkey Kong Jr. : Un peu différent du jeu d'arcade, ce jeu montre Donkey Kong Jr. qui doit sauver son père enfermé dans une cage, en passant par plusieurs niveaux de plate-forme.

Le jeu contient aussi 6 jeux déblocables dans leur version originale :
- Judge
- Flagman
- Lion
- Spitball Sparky
- Donkey Kong II
- Fire

## Game & Watch Gallery 4
Game & Watch Gallery 4 est le quatrième volet de la série. Non sorti au Japon, il est sorti en Europe sous le nom de Game & Watch Gallery Advance'.
- Mario's Cement Factory : Des chariots font tomber de la farine, à vous de les amener à Yoshi et à Toad.
- Rain Shower : Bowser lance des "Bombes" ; à vous de déplacer la corde à linge...
- Boxing : Affronter vos adversaire à la boxe.
- Fire : Contrôlez les pompiers et sauvez des vies.
- Donkey Kong 3 : Envoyer des bulles vers les flammes pour les envoyer vers votre adversaire.
- Donkey Kong Jr. : contrôlez Donkey Kong Jr. et aidez-le à sauver son père.

Ainsi que 4 jeux à débloquer :
- Chef : Manipuler avec adresse Peach pour cuisiner des plats pour Yoshi.
- Mario Bros. : Contrôler Mario et Luigi dans une usine de gâteaux.
- Donkey Kong : Libérer Peach de Donkey Kong qui lance des tonneaux.
- Octopus : Ramassez des trésors sans se faire prendre par la pieuvre qui est de garde.